# قارچ خوراکی

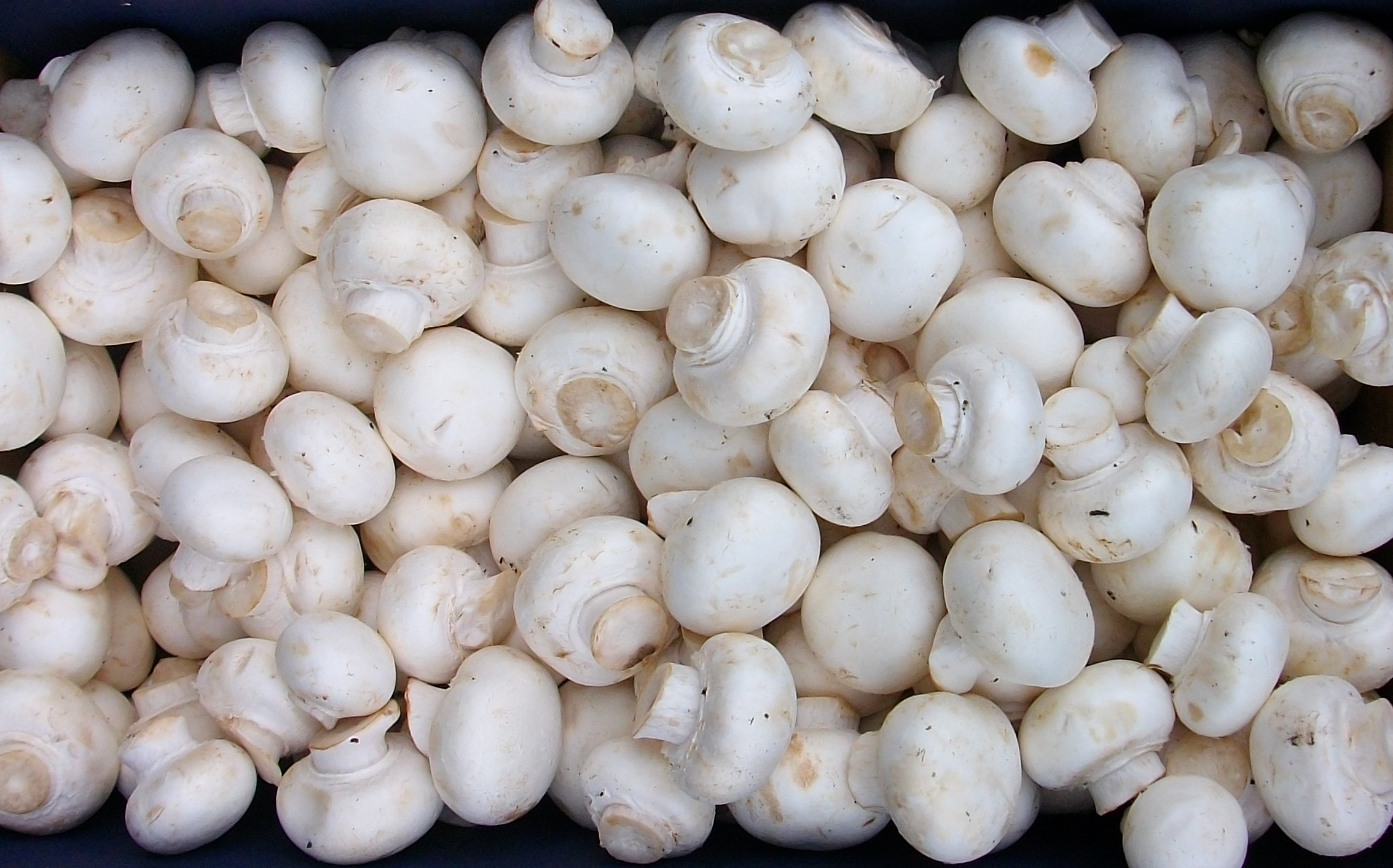
قارچ خوراکی دکمه‌ای آماده برای پخت. این گونه، قارچ خوراکی رایجی است، باید توجه داشت که قارچ دکمه‌ای تنها یکی از گونه‌های بسیاری است که پرورش داده شده و مصرف غذایی دارند.

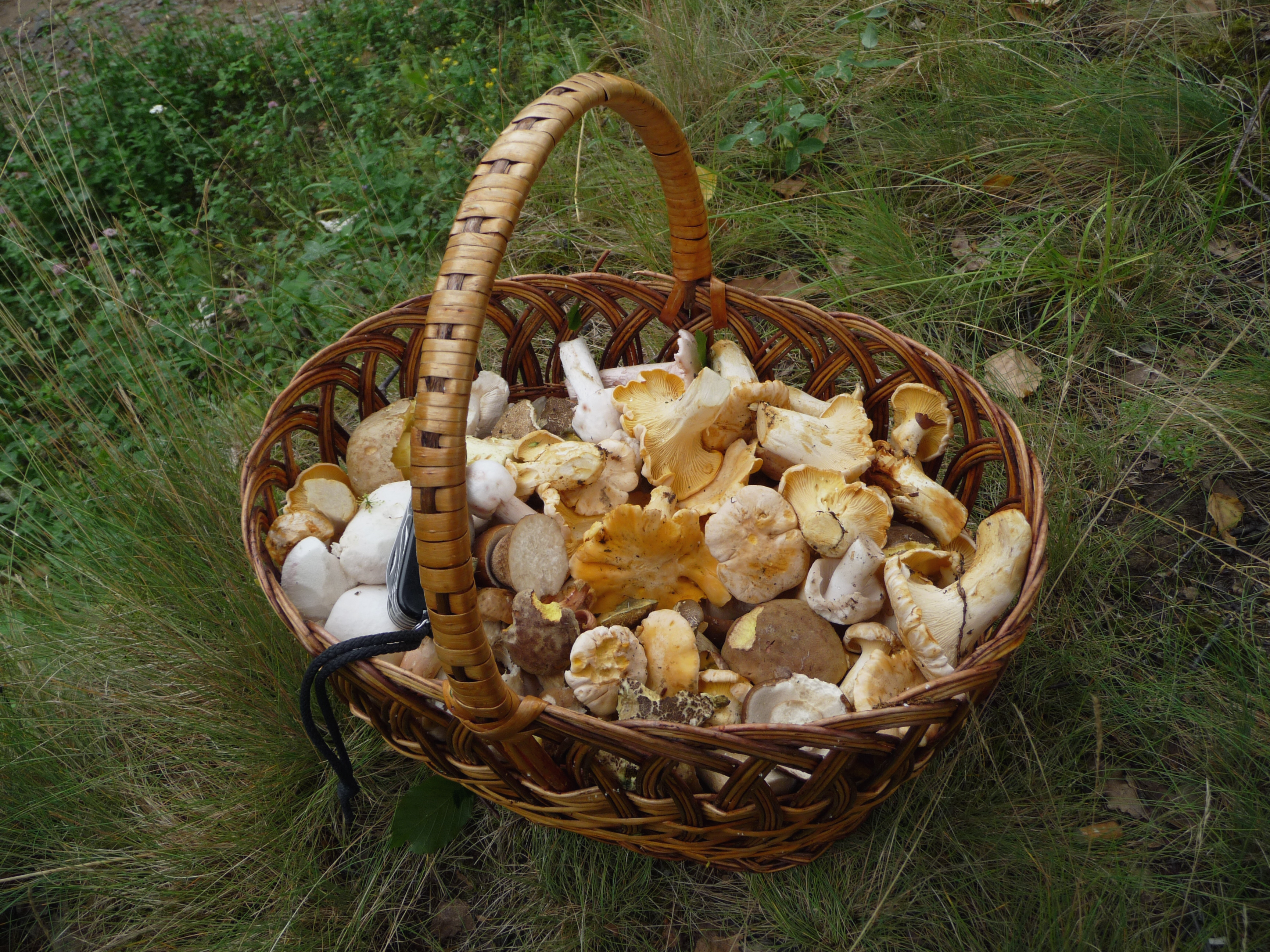
قارچ خوراکی چیده شده در یک سبد

قارچ‌های خوراکی ساختارهای تولید مثلی (کلاهک) گوشت‌مانندِ (گوشتی‌شکلِ) خوراکی چندین گونهٔ قارچ‌های بزرگ (ماکرو) هستند. (قارچ‌هایی که آن‌قدر بزرگ هستند که با چشم غیرمسلح دیده شوند). آن‌ها ممکن است رو یا زیر زمین ظاهر شوند که انواع روی زمین، با دست چیده می‌شوند. خوراکی بودن قارچ‌ها می‌تواند به صورت عدم وجود ترکیبات سمی برای انسان در قارچ و داشتن مزه و بوی مطبوع تعریف شود. انسان‌ها از قارچ‌های خوراکی به دلیل ارزش غذایی آن‌ها برای غذا استفاده می‌کنند. همچنین گاهی از قارچ‌ها برای ارزش دارویی و پزشکی آن‌ها جهت درمان استفاده می‌شود. قارچ‌هایی که افراد اجراکنندهٔ پزشکی عامیانه استفاده می‌کنند به قارچ‌های دارویی معروف هستند.
با وجود این‌که قارچ‌های توهم‌زا (مانند قارچ‌های جادو)، گاهی اوقات در برخی فرقه‌ها یا به عنوان مواد مخدر استفاده می‌شوند؛ می‌توانند تهوع و اختلالات آگاهی شدیدی ایجاد کنند و به همین دلیل معمولاً قارچ خوراکی تلقی نمی‌شوند.
قارچ‌های خوراکی شامل گونه‌های قارچی زیادی می‌شوند که ممکن است به صورت وحشی در طبیعت چیده شده یا پرورش داده شوند. شناختن قارچ‌های خوراکی وحشی از قارچ‌های سمی به تجربه و تخصص بسیاری نیاز دارد و خطر سمی بودن قارچ‌هایی که در طبیعت یافت می‌شوند بسیار بالاست؛ بنابراین هرگز نباید قارچ‌های موجود در طبیعت را به صرف داشتن ظاهر خوب مصرف کرد، چرا که مسمومیت‌های شدید و حتی گاهی مرگ از پیامدهای مصرف قارچ‌های وحشی سمی موجود در طبیعت است. قبل از آن که قارچی را خوراکی بدانیم، باید قارچ شناسایی شود. شناسایی کامل یک گونهٔ قارچ تنها راه ایمن برای اطمینان از خوراکی بودن قارچ است. تشخیص تفاوت قارچ‌های خوراکی و سمی به‌سادگی امکان‌پذیر نیست و حتی تشخیص تفاوت آنها برای یک قارچ‌شناس متخصص هم آسان نیست. برخی از گونه‌های قارچ که برای بیشتر مردم خوراکی هستند، ممکن است برای برخی افراد سبب واکنش‌های آلرژیک شوند. همچنین قارچ‌های خوراکی کهنه یا نگهداری شده با روش نادرست می‌توانند موجب مسمومیت غذایی شوند.
قارچ‌های سمی مرگ‌بار که اشتباه گرفته شدن آن‌ها با قارچ‌های خوراکی رایج است و علت موارد مرگ‌بار بسیاری از مسمومیت هستند شامل چندین گونه از قارچ قاتل، به ویژه آمانیتا فالوئیدس و کلاه مرگ (یا کلاهک مرگ) هستند. قارچ‌هایی که در مکان‌های آلوده رشد می‌کنند، ممکن است مواد آلوده مانند فلزات سنگین را در خود انباشته کنند. خطر انباشت آلودگیهایی نظیر جیوه (و دیگر فلزات سنگین) در قارچهای خوراکی وجود دارد و باید از آن جلوگیری شود تا از خطرات پیشگیری شود.
گونه Lentinus squarrosulus (از سرده قارچ خم‌شو) یک قارچ خوراکی وحشی است که در جوامع بومی آفریقا و آسیا مورد استفاده غذایی و دارویی قرار می‌گیرد؛ در حالی که باوجود ارزش غذایی، در جوامع دیگر، ناشناخته است.

## لیست قارچ های خوراکی

### به صورت تجاری کشت می شود
- قارچ خوراکی دکمه‌ای بازار قارچ خوراکی در آمریکای شمالی و اروپا را به اشکال مختلف تسلط دارد. این یک قارچ بازیدیومیست خوراکی بومی علفزارهای اروپا و آمریکای شمالی است. با بالا رفتن سن، این قارچ از کوچک، سفید و صاف به بزرگ و قهوه ای روشن تبدیل می شود. در جوانترین شکل خود، به عنوان "قارچ معمولی"، "قارچ دکمه ای"، "قارچ کشت شده" و "قارچ شامپینیون" شناخته می شود. شکل کاملا بالغ آن به نام «پورتوبلو» شناخته می شود. شکل نیمه بالغ آن به‌صورت‌های مختلف با نام‌های «کرمینی»، «بیبی بلا»، «قارچ قهوه‌ای سوئیسی»، «قارچ قهوه‌ای رومی»، «قارچ قهوه‌ای ایتالیایی» یا «قارچ شاه بلوط» شناخته می‌شود.[۴][۵][۶][۷]
- قارچ صدفی گونه های قارچ صدفی، معمولا در مقیاس صنعتی رشد می کنند.[۷]
- قارچ کرکونوسه این گونه، (خانواده مورل) مورل ها متعلق به گروه آسکومیست قارچ ها هستند. رشد تجاری مورل‌ها دشوار است، اما تلاش‌های مداومی برای تحقق بخشیدن به کشت مورل‌ها در مقیاس وجود دارد.[۸] از سال ۲۰۱۴، برخی از کشاورزان در چین در فصل بهار در فضای باز مورل ها را کشت می کنند. با این حال، بازده متغیر است.[۸] مورل ها باید قبل از خوردن پخته شوند.
- قارچ شیتاکه
- قارچ آریکولاریا هیمر قارچ گوش چوبی
- قارچ کاه قارچ کاهی شلتوک یا قارچ کاهی
- قارچ درختی
- قارچ فلامولینا فیلیفورمیس قارچ انوکی، قارچ سوزنی طلایی، قارچ غذاهای دریایی، قارچ سوسن یا قارچ زمستانی
- قارچ انوکیتاکه
- قارچ ترملا فوسیفورمیس قارچ برفی، گوش برفی، قارچ گوش نقره ای و قارچ ژله ای سفید
- قارچ هیپسیزیگوس تسولاتوس قارچ راش با نام مستعار Hypsizygus marmoreus، در گونه های سفید و قهوه ای خود نیز به ترتیب با نام های Bunapi-shimeji و Buna-shimeji شناخته می شود.
- قارچ استروفاریا روگوسوآنولاتا قارچ کلاهک شرابی، قارچ بورگوندی، قارچ غول پیکر باغی یا کینگ استروفاریا
- قارچ سیکلوسیب آئگریتا قارچ پیوپینو، پیوپینی مخملی، صنوبر یا قارچ صنوبر سیاه
- قارچ یال شیر یال شیر، سر میمون، دندان ریشدار، ریش ساتر، جوجه تیغی ریشدار، یا قارچ پوم پوم.
- قارچ عروس روبنددار قارچ های بامبو، مغز بامبو، بدبوی توری بلند، بدبوی کرینولین یا قارچ خانم محجبه.

## تاریخچهٔ استفاده از قارچ
مصرف قارچ به دوران باستان بازمی‌گردد. قارچ‌های خوراکی در مراکز باستان‌شناختی با قدمت نزدیک به ۱۳٬۰۰۰ در شیلی یافت شده‌اند. اما اولین شواهد قابل اعتماد دربارهٔ مصرف قارچ به چند صد سال پیش از میلاد در چین بازمی‌گردد. چینی‌ها قارچ‌ها را به عنوان دارو و همچنین برای غذا باارزش می‌دانند. رومیان و یونانیان باستان، به ویژه افراد طبقات اجتماعی بالا از قارچ‌ها برای مصارف آشپزی استفاده می‌کردند. امپراطوران امپراطوری روم چشندگانی برای اطمینان از خوراکی بودن قارچ‌ها استخدام می‌کردند.
قارچ‌ها به‌آسانی نگهداری می‌شوند و در طول تاریخ، منبع تغذیهٔ اضافی در طول زمستان بوده‌اند.
فرهنگ‌های بسیاری در سراسر جهان از قارچ‌های جادو برای مصارف مذهبی و معنوی خود و همچنین به عنوان دارو در پزشکی عامیانه استفاده کرده‌اند یا همچنان استفاده می‌کنند.
برخی گونه‌های قارچ‌ها، تأثیرات مثبتی (از قبیل کاهش اضطراب و ترس، کاهش فشار خون و آرامش‌بخشی) بر مغز، ذهن و روان دارند. گفته می‌شود که این گونه‌ها توسط مردمان قبایل شمال سیبری و همین‌طور دزدان دریایی، پیش از جنگ استفاده می‌شدند. این قارچ‌ها خودباوری و وضعیت روانی افراد را پیش از آغاز نبرد، بهبود می‌بخشیدند. توهم‌زایی قارچ‌ها نیز در کنار این آثار موجب استفاده از قارچ‌ها در مراسم مذهبی و جشن‌های مردمان فرهنگ‌های باستانی بوده‌است.
در گذشته از گونه‌های ویژه‌ای از قارچ‌ها برای افروختن آتش نیز استفاده می‌شده‌است.
درحال حاضر انواع بسیاری از قارچ‌های خوراکی وجود دارند که در نقاط مختلف دنیا مصارف گوناگونی دارند.

## استفادهٔ امروزی در آشپزی و تغذیه
بخشی از قارچ‌های مورد مصرف انسان به صورت تجاری پرورش داده شده و فروخته می‌شوند. پرورش تجاری قارچ از نظر بوم‌شناختی بااهمیت است؛ مانند آن‌که نگرانی از کاهش قارچ‌های بزرگتر، مانند قارچ قیفی، در اروپا وجود داشته‌است؛ شاید به دلیل آن‌که محبوبیت این گروه از قارچ‌ها رشدی فزاینده داشته‌اند، هنوز چالشی برای پرورش آن‌ها وجود دارد.

### پرورش تجاری قارچ
پرورش قارچ به‌طور تجاری تاریخی طولانی داشته‌است. بیش از ۲۰ گونه قارچ به روش تجاری پرورش داده می‌شوند. کشورهای چین، ایالات متحده آمریکا، هلند، فرانسه و لهستان پنج کشور برتر تولیدکنندهٔ قارچ خوراکی در سال ۲۰۰۰ میلادی بوده‌اند.

### برداشت تجاری قارچ‌های خوراکی وحشی در طبیعت
پرورش برخی گونه‌های قارچ‌های خوراکی سخت است و پرورش گونه‌هایی از قارچ‌های خوراکی (به ویژه مایکوریزا) هنوز موفقیت‌آمیز نبوده‌است. این گونه‌ها به صورت وحشی در طبیعت برداشت می‌شوند و در بازار به فروش می‌رسند. در فصل رویش این قارچ‌ها تازهٔ این گونه‌های قارچی در غیر فصل آن‌ها، خشک‌شدهٔ آن‌ها فروخته می‌شود.

### دیگر قارچ‌های خوراکی
بسیاری از گونه‌های قارچ وحشی در سراسر جهان مصرف می‌شوند. این گونه‌ها که در محل رشدشان، با چشم غیرمسلح و بدون استفاده از شیمی و میکروسکوپ شناسایی می‌شوند و در نتیجه خوردن آن‌ها ایمن است، از یک کشور به کشور دیگر و حتی از یک منطقه به منطقهٔ دیگر متفاوت هستند. فهرستی از گونه‌های خوراکی وحشی که کم‌تر شناخته‌شده‌اند، در ویکی‌پدیای انگلیسی در اینجا در دسترس است.

### قارچ‌های خوراکی به صورت مشروط

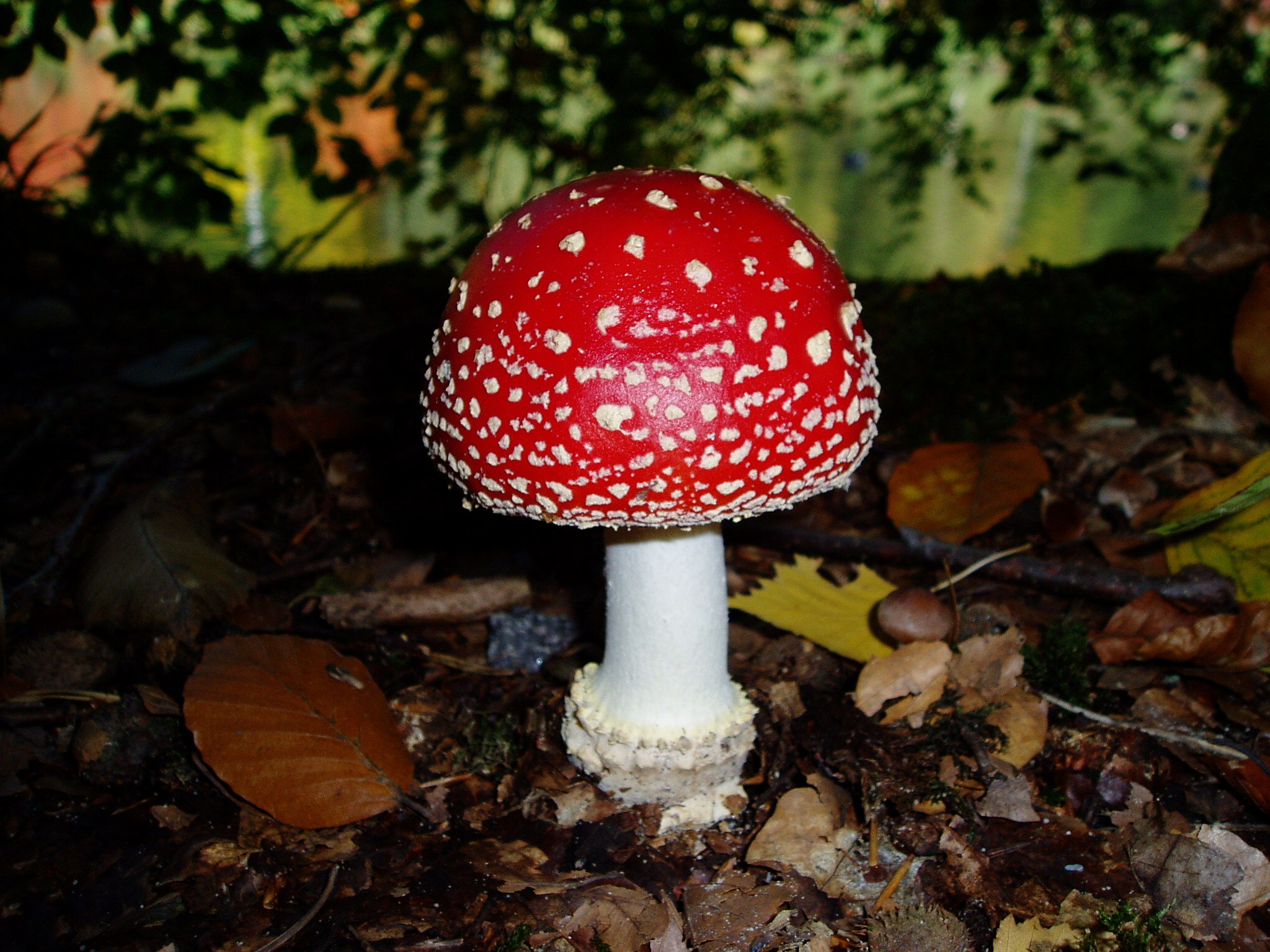
آمانیتا موسکاریا قارچی سمی و گاه کُشنده؛ با قابلیت خوراکی شدن با خارج کردن سم از طریق جوشاندن به مدت حداقل ۳۰ دقیقه

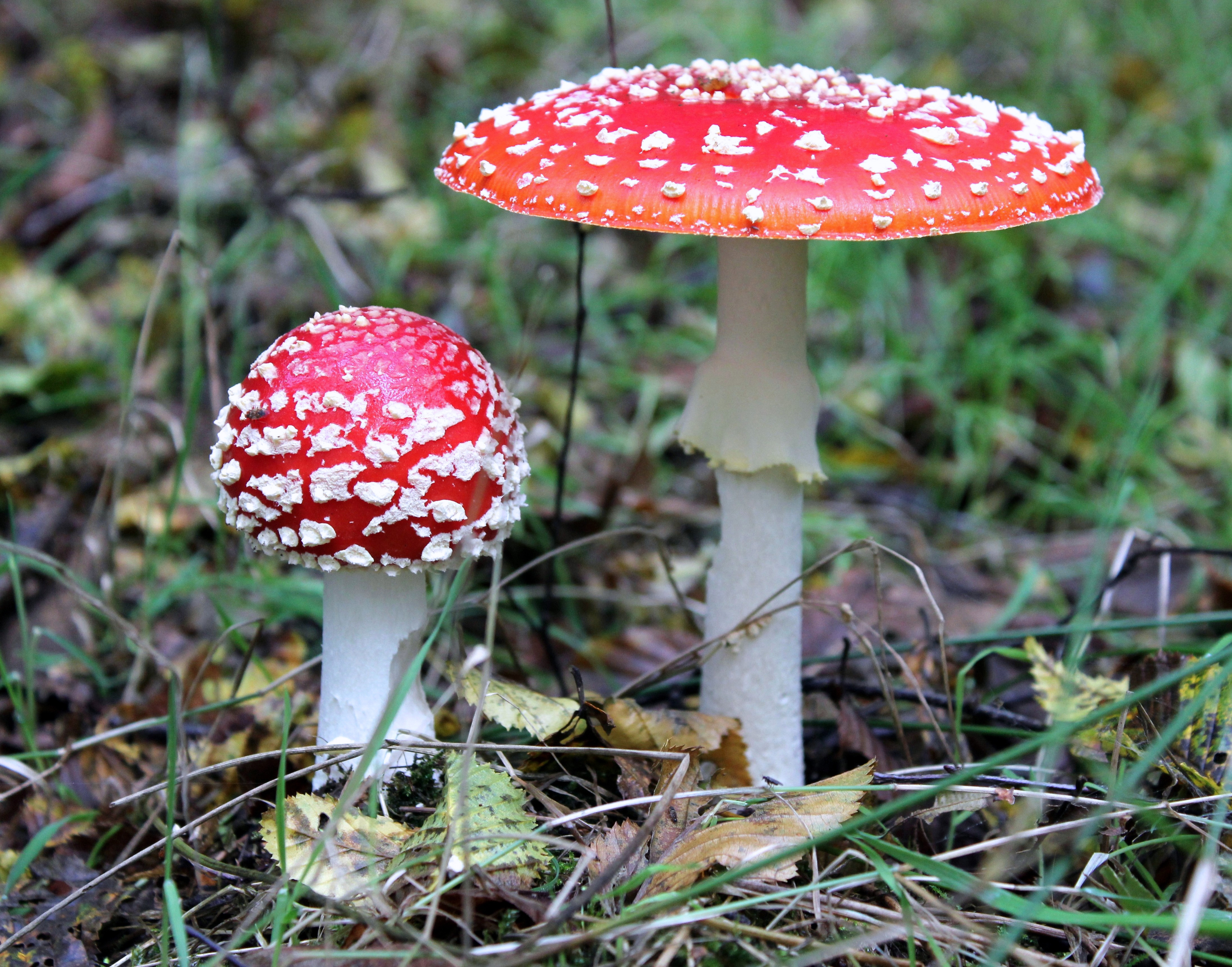
تصویری از قارچ آمانیتا موسکاریا. تازهٔ آن به قدری سمی است که ممکن است کشنده باشد. در صورت نیاز به مصرف، باید حتماً آن را به مدت ۳۰ دقیقه در آب جوش قرار داد.

گونه‌هایی از قارچ‌ها به خودی خود سمی هستند و با اعمال تغییراتی، خوراکی می‌شوند. همچنین برخی از قارچ‌ها به خودی خود سمی نیستند، اما مصرف آن‌ها با مواد دیگر، برای مثال نوشیدنی‌های الکلی، می‌تواند سمی و موجب مسمومیت باشد. برخی قارچ‌ها در صورت جوشانده شدن، سم‌زدایی شده و خوراکی می‌شوند. آمانیتا موسکاریا (قارچ مگس) قارچی سمی است که در صورت جوشانیده شدن و خروج سموم از آن، خوراکی می‌گردد. مصرف این قارچ بدون جوشانیدن به صورت تازه، به دلیل دارا بودن موسکیمول باعث تهوع و خواب‌آلودگی می‌شود. همچنین گونه‌هایی از قارچ‌ها ممکن است توسط عده‌ای (برای مثال مردم یک منطقه و کشور) خوراکی تلقی شده و عده‌ای دیگر آن‌ها را سمی بدانند. فهرستی از این گونه‌های خوراکی مشروط وحشی همراه با توضیحاتی، در ویکی‌پدیای انگلیسی در اینجا در دسترس است.

## استفاده درپزشکی
قارچ‌هایی که دارای خواص پزشکی دانسته می‌شوند ممکن است به صورت قارچ یا عصارهٔ آن به عنوان دارو استفاده شوند. مطالعات و پژوهش‌های فراوانی در این باره در پزشکی مدرن صورت گرفته و اثر دارویی و درمانی قارچ‌های مورد استفاده به‌طور علمی تأیید شده‌یا در حال مطالعه است. امروزه گروه زیادی از قارچ‌ها به عنوان قارچ‌های دارویی شناخته شده‌اند.

## آماده‌سازی قارچ‌های خوراکی وحشی
برخی قارچ‌های خوراکی وحشی در حالت خام، سمی یا غیرقابل گوارش هستند. به عنوان یک قانون همهٔ قارچ‌های وحشی باید به‌طور کامل پیش از مصرف پخته شوند. بسیاری از گونه‌ها را می‌توان خشک کرده و سپس با ریختن آب جوش روی آن‌ها و قرار دادن آن‌ها در آن به مدت ۳۰ دقیقه دوباره خیساند و آب‌دار نمود.

## تولید قارچ خوراکی
در سال ۲۰۱۱ میلادی ۶۷ کشور جهان به تولید قارچ خوراکی پرداخته‌اند که سهم جمهوری خلق چین به تنهایی ۶۵٫۱ درصد از تولید قارچ خوراکی جهان را تشکیل داده‌است. سهم هر کشور و درصد آن در تولید قارچ خوراکی جهان متفاوت است، به طوری که ۳۴٫۹ درصد باقی‌مانده پس از کسر سهم چین، بین ۶۶ کشور دیگر به‌طور متفاوت و نامتوازن تقسیم می‌شود.
در سال ۲۰۱۱ ایران با تولید ۳۷٬۶۶۴ تن قارچ خوراکی، ۰٫۴۸۹ درصد از تولید جهانی قارچ خوراکی را به خود اختصاص داده‌است. در تاریخ پانزدهم اسفندماه سال ۱۳۹۷ (ششم مارس ۲۰۱۹)، خبرگزاری ایرنا اعلام کرد که ایران «با تولید سالانه حدود ۱۵۰ هزار تن قارچ خوراکی»، رتبهٔ ششم را در تولید قارچ خوراکی در میان کشورهای جهان داراست. بر اساس این خبر، تولید قارچ در ایران از نظر حجم و مقدار تولید، رتبهٔ ششم جهان را دارد.

## ارزش غذایی
گفته شده که کربوهیدرات‌های موجود در قارچ‌ها، نظیر کیتین که دیوارهٔ سلولی قارچ‌ها را تشکیل می‌دهد، موجب تحریک و تقویت دستگاه ایمنی می‌شود. همچنین قارچ‌ها دارای ریزمغذی روی هستند که به حفظ سلامتی پوست و مو و همچنین ایمنی بدن کمک می‌کند. همچنین گفته می‌شود که ترکیبات و ریزمغذی‌های مختلفی نظیر سلنیوم در قارچ‌های خوراکی از بروز سرطان و رشد تومورهای بدخیم پیش‌گیری می‌کند. قارچ‌ها دارای ویتامین‌های ب، ث (C) و د و آنتی‌اکسیدان هستند. قارچ‌های خوراکی منبع پروتئین بوده و همچنین دارای گلیکوژن می‌باشند. قارچ‌ها پرکالری نبوده و از این لحاظ مادهٔ غذایی مناسبی هستند.

### ویتامین د
قارچ‌هایی که در معرض پرتوهای فرابنفش قرار گرفته‌اند، حاوی مقادیر زیادی از ویتامین د۲ هستند. هنگامی که قارچ‌ها در معرض پرتوهای فرابنفش قرار می‌گیرند، ارگوسترول را، که ماده‌ای است که در غلظت‌های بالا در قارچ‌ها وجود دارد، به ویتامین د۲ تبدیل می‌کنند. این فرایند مشابه فرایندی در انسان‌هاست و هنگامی که پوست در معرض این پرتوها قرار می‌گیرد، مقداری ویتامین د۳ در پوست تولید می‌گردد. آزمایش‌ها نشان داده‌اند که یک ساعت قرار گرفتن مقداری به میزان یک وعده قارچ‌های خوراکی در معرض پرتوهای فرابنفش، پیش از برداشت، مقدار ویتامین د موجود در آن‌ها را دو برابر مقدار توصیه شدهٔ روزانهٔ سازمان غذا و داروی آمریکا می‌سازد و پنج دقیقه قرار گرفتن قارچ‌ها در معرض پرتوهای فرابنفش پس از برداشت، مقدار ویتامین د موجود در قارچ را چهار برابر مقدار توصیه شده توسط سازمان غذا و داروی آمریکا می‌کند.

## بهترین روش پخت قارچ
پژوهشگران اسپانیایی به این نتیجه رسیده‌اند که بهترین روش پخت قارچ استفاده از مایکروویو یا کباب کردن آن است.
(قارچ خام نخورید)
این محققان می‌گویند که کباب یا مایکروویو کردن قارچ باعث حفظ بسیاری از مواد آنتی‌اکسیدان آن می‌شود اما آب‌پز یا سرخ کردن قارچ این مواد آنتی‌اکسیدان را کاهش می‌دهد. سرخ کردن قارچ باعث می‌شود آنتی‌اکسیدان، پروتئین و کربوهیدرات آن در روغن از بین برود و ارزش غذایی آن کم شود هر چند که قارچ خوشمزه‌تر می‌شود. آب‌پز کردن هم مقدار زیادی از آنتی‌اکسیدان و پروتئین قارچ را از بین می‌برد. هرچند باعث افزایش گلوکان می‌شود که ممکن است در پیشگیری از بیماری‌های قلبی مؤثر باشد.